# Юридичний переклад
Юридичний переклад – мовно-юридична процедура відтворення правового змісту юридичного тексту вихідної культуроспецифічної правової системи засобами фахової мови правової системи-реципієнта задля збереження відповідних юридичних функцій та/або екстеріоризації інших прагматичних функцій тексту перекладу, що діють на час виконання перекладу . На сьогоднішньому етапі юридичний переклад розглядається як трансдисциплінарний напрям, що інтегрує здобутки та методи таких галузей, як мовознавство (особливо контрастивне зіставлення фахових мов), правознавство (особливо порівняльне правознавство) , термінознавство, правнича лінгвістика та загальне перекладознавство (див. ).

## Історія
Як окремий вид фахового перекладознавства юридичний переклад (далі також ЮП) почав виокремлюватися наприкінці 80-х – початку 90-х років ХХ ст. – значно пізніше, ніж суто лінгвістичні напрями дослідження мови права. Однак розвиток ЮП завжди спирався на відповідні дослідження із правничої лінгвістики та правознавства. З-поміж знакових праць, у яких переклад юридичних текстів отримав комплексне висвітлення, передусім слід назвати такі доробки:
- хорватської дослідниці Сюзани Шарчевич (1985[12], 1989[13], 1991[14], 1997[15], 2000[16], 2009[17]), особливо «Новий підхід до юридичного перекладу», 1997 р. (англ. «New Approach to Legal Translation»)[15];
- швейцарського юриста і перекладача Вальтера Вайсфлоґа «Порівняльне право і юридичний переклад» 1996 р. (нім. «Rechtsvergleichung und juristische Übersetzung»)[18];
- збірник голландського та німецького дослідників Жерарда-Рене де Ґроота та Райнера Шульце «Право і переклад», 1999 р. (нім. «Recht und Übersetzen»)[19];
- австрійського перекладознавця Петера Сандріні «Переклад правничих текстів» 1999 р. (нім. «Übersetzen von Rechtstexten»)[20] та ін.

Загалом, найбільший внесок у розвиток ЮП зробили саме німецькомовні автори, які у своєму перекладознавчому аналізі використали і поєднали здобутки правознавства (насамперед порівняльного) та компаративних лінгвістичних напрямів (U.Daum , P.Sandrini;, R.Arntz, J.Engberg, D.Busse, R.Muhr, E.Müller, W.Weisflog, R.Stolze, E.Wiesmann, S.Pommer, M.Kadrić, A.Kjǽr, K.Znamenáčková, L.Anissimova, H. Brinkmann, H.–U.Buckenberger, T.Gizbert–Studnicki, M.Grozeva, M.Kriele, S. Kurt та ін.). 

### Історія українського юридичного перекладу
В Україні, на відміну від країн Західної Європи, теоретичні засади ЮП ще перебувають на початковій стадії розробки. На сучасному етапі найбільше напрацювань існує з перекладу англомовних та німецькомовних юридичних текстів. Так, вітчизняні дослідники В.І. Карабан, Л.М. Черноватий, Г.П.Апалат, О.Ю.Вийнюк, З.Г. Коцюба, А.М. Ляшук працюють над окремими теоретичними та дидактичними аспектами англо-українського юридичного перекладу. І.В.Сойко, A.Гриненко, T.Супрун, Д.Коробейнікова/Д.Гавура та O.А.Шаблій досліджують термінологічні та жанрово-стилістичні проблеми німецько-українського юридичного перекладу. Загальні проблеми  юридичного перекладу у своїх працях порушують Н.І.Козак та А.В. Куракін, О.І. Кононов, С.Снігур та ін.

### Історія російського юридичного перекладу
У Росії англо-російський юридичний переклад представляють М.Г.Гамзатов, С.В. Власенко, В.В. Алимов, А.Ю. Новиков, а німецько-російський – Г.В.Томсон, З.С.Алиева та ін. Як у Росії, так і в Україні та інших пострадянських країнах цілісної теорії юридичного перекладу ще не розроблено.

## Проблеми перекладу
У сфері юридичного перекладу дискусійними є питання транслітерації та транскрибування. У лінгвістиці традиційно виділяють два типи науково релевантних записів:
- фіксацію загальних акустичних характеристик мовлення;
- запис, що відображає лише фонеми, характерні для певної мови.

Транскрибування саме по собі не є нелегітимним, однак якщо воно здійснене без достатніх пояснень щодо використаних лінгвістичних особливостей, існує значний ризик хибної інтерпретації змісту. Прикладом складності є відтворення діалектних особливостей у письмі: транскрибований текст ніколи не є повним відображенням усної мови, а результатом роботи укладача, який робить вибіркову інтерпретацію мовлення іншої особи. Саме тому важливо стратегічно обирати форму транскрипції, щоб максимально адекватно репрезентувати усну мову в письмовому вигляді.
Не менш проблематичним є поняття «буквального перекладу» (verbatim translation). Юристи, не знайомі з теорією перекладу, нерідко вимагають від перекладачів саме буквального відтворення тексту, розглядаючи його як критерій якості. Водночас унаслідок відмінностей граматичних структур, правових термінів і концептів у різних правових системах буквальний переклад у більшості випадків є неприйнятним. Завдання перекладача полягає у відтворенні правового змісту таким чином, щоб юридична сила та прагматичний ефект тексту зберігалися у правовій системі мови-реципієнта.

## Двомовні юридичні словники
У своїй практиці перекладачі часто користуються спеціалізованими двомовними чи багатомовними юридичними словниками. Проте слід враховувати, що якість таких словників є неоднаковою: у деяких випадках їх застосування може призвести до помилкового перекладу. Тому подібні словники доцільно розглядати не як джерело буквальних відповідників, а як довідковий матеріал для інтерпретації термінів.
Складність перекладу юридичних текстів полягає в необхідності балансувати між точністю і зрозумілістю. Дискусійним залишається питання: чи слід обмежувати мову перекладу виключно професійним юридичним ужитком, чи, навпаки, адаптовувати її для ширшої публіки, особливо у двомовних правових системах.